# Serra de Sant Ponç
La Serra de Sant Ponç és una serra situada al municipi de Sobremunt a la comarca d'Osona, amb una elevació màxima de 885 metres.